# Alice im Wunderland (1949)
Alice im Wunderland (Originaltitel: Alice au pays des merveilles) ist ein französischer Musicalfilm aus dem Jahr 1949 basierend auf Lewis Carrolls gleichnamigem Fantasieroman. Die Regie führte Dallas Bower.

## Handlung
Alice Liddell ist die Tochter von Dr. Liddell, dem Dekan von Oxford, er hat noch zwei weitere Töchter, Edith und Lorena. Dr. Liddle missfallen schon seit einiger Zeit die Aktivitäten eines seiner Lehrer an der Universität, denn Charles Dodgson übt mit den Schülern provokante Theaterstücke und ist der Meinung, dass der Glockenschlag der altehrwürdigen Kirche nicht mehr zeitgemäß wäre und geändert werden müsste.
Eines Tages kommt Königin Victoria persönlich zu Besuch und die Kinder des Dekans sind angewiesen auf ihren Zimmern zu bleiben. Damit sie nicht allzu traurig darüber sind, der Königin nicht begegnen zu dürfen, erzählt ihnen Dodgson später die Geschichte von Alice und einem merkwürdigen Land, in denen merkwürdige Leute merkwürdige Dinge tun. Während Edith und Lorena dies langweilig finden und die Geschichte nicht hören wollen, lauscht Alice sehr gespannt. Nachdem Dodgson zusagt, dass in dieser Geschichte auch Tiere und Unsinn vorkommen würden – was die beiden Schwestern sich wünschen – sind auch sie bereit zuzuhören.
Während Dodgson erzählt, schläft Alice ein und findet sich plötzlich in der Geschichte wieder. Sie schläft gerade unter einem Baum, als ein großes weißes Kaninchen an ihr vorbeiläuft. Brennend vor Neugier läuft sie dem Kaninchen hinterher, bis in seinen Bau hinein. Dort fällt sie in einem Brunnen merkwürdig langsam nach unten. Als sie dort ankommt, findet sie sich im Palast der Herzkönigin wieder. Zunächst scheint sie niemand zu bemerken, doch steht plötzlich ein Tisch mitten im Raum. Der Inhalt einer Flasche mit einem Zettel daran: „Trink mich“ lässt Alice auf eine Größe von 25 Zentimetern schrumpfen. Nun kann Alice in den wunderschönen Garten gelangen, den sie bereits entdeckt hat, aber nicht hinein konnte, weil die Tür dorthin zu klein war. Nachdem sie einen Keks findet, auf dem steht: „Iss mich“, wächst sie plötzlich überdimensional und stößt mit dem Kopf an die Decke. Daraufhin findet sie einen Fächer, der sie wieder kleiner werden lässt. So klein, dass sie sich plötzlich in einem Meer ihrer eigenen Tränen wiederfindet, die sie gerade geweint hatte, als sie so groß gewesen war. Ihr begegnet eine sprechende Maus, die beinahe ertrunken wäre und die Alice rettet. Nach dieser guten Tat fließt das Wasser ab.
Alice gelingt es wieder zu wachsen, doch steckt sie nun in einem für sie viel zu kleinen Haus fest. Glücklicherweise findet sie wieder einen Keks, der sie kleiner werden lässt. Nun wird sie von einer Schar merkwürdiger Tiere, angeführt von dem weißen Kaninchen, verfolgt und flieht bis in einen Wald. Dort trifft sie eine Raupe, der sie ihr Leid klagt, verwirrt zu sein über das, was ihr in der letzten Zeit passiert ist. Danach begegnet ihr eine Grinsekatze, die sie zu einem Haus begleitet, wo sich ein Baby plötzlich in ein Schwein verwandelt.
Alice irrt in der merkwürdigen Welt hin und her und sucht nach einer Lösung, dort herauszukommen. Dabei gelangt sie bis auf den Meeresboden, wo eine Schar Krebse einen Tanz aufführt, und am Ende trifft sie im Palast auf die Herzkönigin. Diese liebt es, ihren Untertanen die Köpfe abzuschlagen, wenn sie ungehorsam sind. Alice soll zunächst mit ihr Cricket spielen, wird dann aber beschuldigt, die Kirschtörtchen der Königin gestohlen zu haben. Sie wird in den Kerker geworfen, wo bereits ein Schaf und eine Schildkröte auf deren Exekution warten und muss befürchten, hingerichtet zu werden. Der Herzkönig besteht auf einer Gerichtsverhandlung und lässt Zeugen vernehmen. Der weiße Hase fungiert als Staatsanwalt und möchte die Fremde gern verurteilt sehen. In einem nichtssagenden Schreiben meint er, Beweise gegen Alice zu haben. Doch es findet sich ein Zeuge, der aussagt, dass der Herzbube die Törtchen gestohlen hätte. Es ergibt sich ein Durcheinander, und Alice findet sich am Ufer des Sees wieder, an dem sie eingeschlafen war und kann nicht glauben, dass alles nur ein Traum gewesen ist.

## Hintergrund
Die in England spielenden Szenen werden mit echten Schauspielern dargestellt, die im Wunderland spielenden jedoch mit Puppen (bis auf Alice). Genauso wie in Der Zauberer von Oz haben bestimmte Figuren in der Traumwelt Gegenstücke in der realen Welt und werden auch von den entsprechenden Schauspielern gesprochen.
Stephen Murray kann man als Lewis Carroll sehen und als Stimme des Herzbuben hören, Pamela Brown als Königin Victoria und als Stimme der Herzkönigin. Die im Stop-Motion-Verfahren animierten Puppen wurden von Louis Bunin hergestellt.

## Veröffentlichung
Der Film lief 1951 in den USA an, nahezu zeitgleich mit dem Zeichentrickfilm Alice im Wunderland der Disney-Studios. Deswegen kam es zu einem Rechtsstreit zwischen Disney und der Vertriebsfirma von Alice au pays des Merveilles (Souvaine Selective Pictures).
Beide Filme floppten in den US-amerikanischen Kinos, aber Disney sorgte für bleibenden Ruhm seiner Version durch Veröffentlichung zweier auf dem Film basierender Alben sowie Ausstrahlungen im landesweiten Fernsehen. Die Version von Dallas Bower wurde hingegen nur auf lokalen Fernsehsendern gezeigt. In Deutschland erschien der Film erst am 17. November 2011 auf DVD.

## Kritik
„Zeitgleich mit Walt Disneys gleichnamiger Animationsfilm-Version herausgebrachte, handwerklich aber nicht im gleichen Maße bestechende Adaption des klassischen Stoffs nach Lewis Carroll. Die in Alices Traumwelt spielenden Passagen […] faszinieren durch ihren höchst eigenwilligen künstlerischen Charme.“